# Aspalathus tuberculata
Aspalathus tuberculata là một loài thực vật có hoa trong họ Đậu. Loài này được Walp. miêu tả khoa học đầu tiên.